# United States Marine Corps Forces Command
United States Marine Corps Forces Command (förkortning:MARFORCOM) är ett huvudkommando inom USA:s marinkår som traditionellt fört befäl över styrkorna som är baserade vid USA:s östkust (och innehar därför även rollerna som befälhavande general för Fleet Marine Force, Atlantic och befälhavare för Marine Corps Forces Northern Command under United States Northern Command), men som även har en bredare roll i marinkårens understödjande och samordning med olika försvarsgrensövergripande kommandon (Unified Combatant Commands).
MARFORCOM leds av en generallöjtnant och högkvarteret är beläget på Naval Support Activity Hampton Roads i Norfolk, Virginia. I fråga om marinkårens internadministration står befälhavaren under USA:s marinkårskommendant.

## Förband
Under MARFORCOM finns följande:
| Symbol | Namn                                        | Förkortning | Basering                                     | Funktion                   | Not |
|        | II Marine Expeditionary Force               | II MEF      | Camp Lejeune, North Carolina                 | Marine Expeditionary Force |     |
|        | Marine Corps Security Force Regiment        | MCSFR       | Naval Weapons Station Yorktown, Virginia     | Basskydd                   |     |
|        | Chemical Biological Incident Response Force | CBIRF       | Naval Support Facility Indian Head, Maryland | Hantering av CBRN          |     |

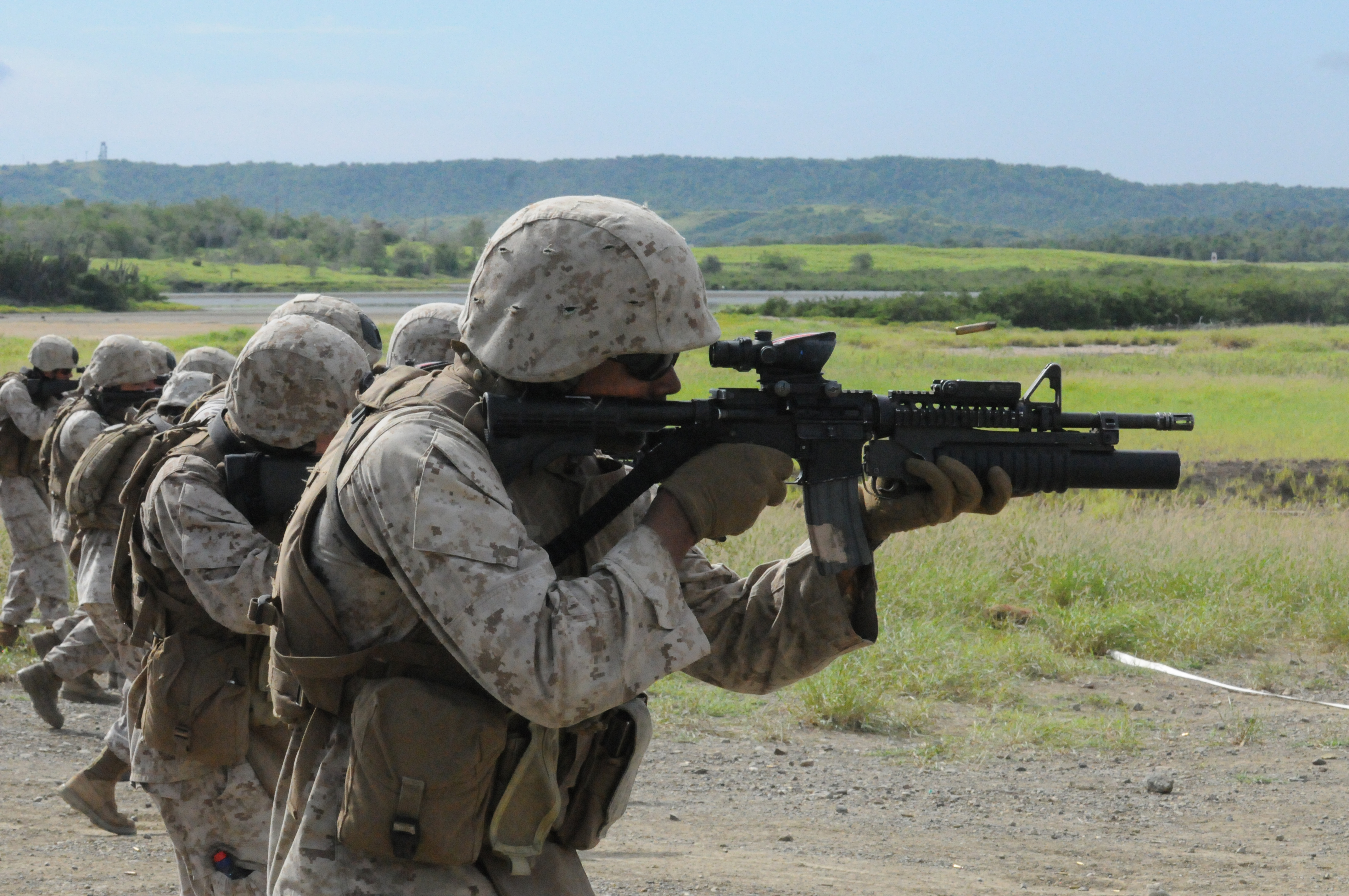
Marinsoldater från kompaniet av Marine Corps Security Force Regiment som bevakar Guantánamobasen genomför en övning, 19 oktober 2010.

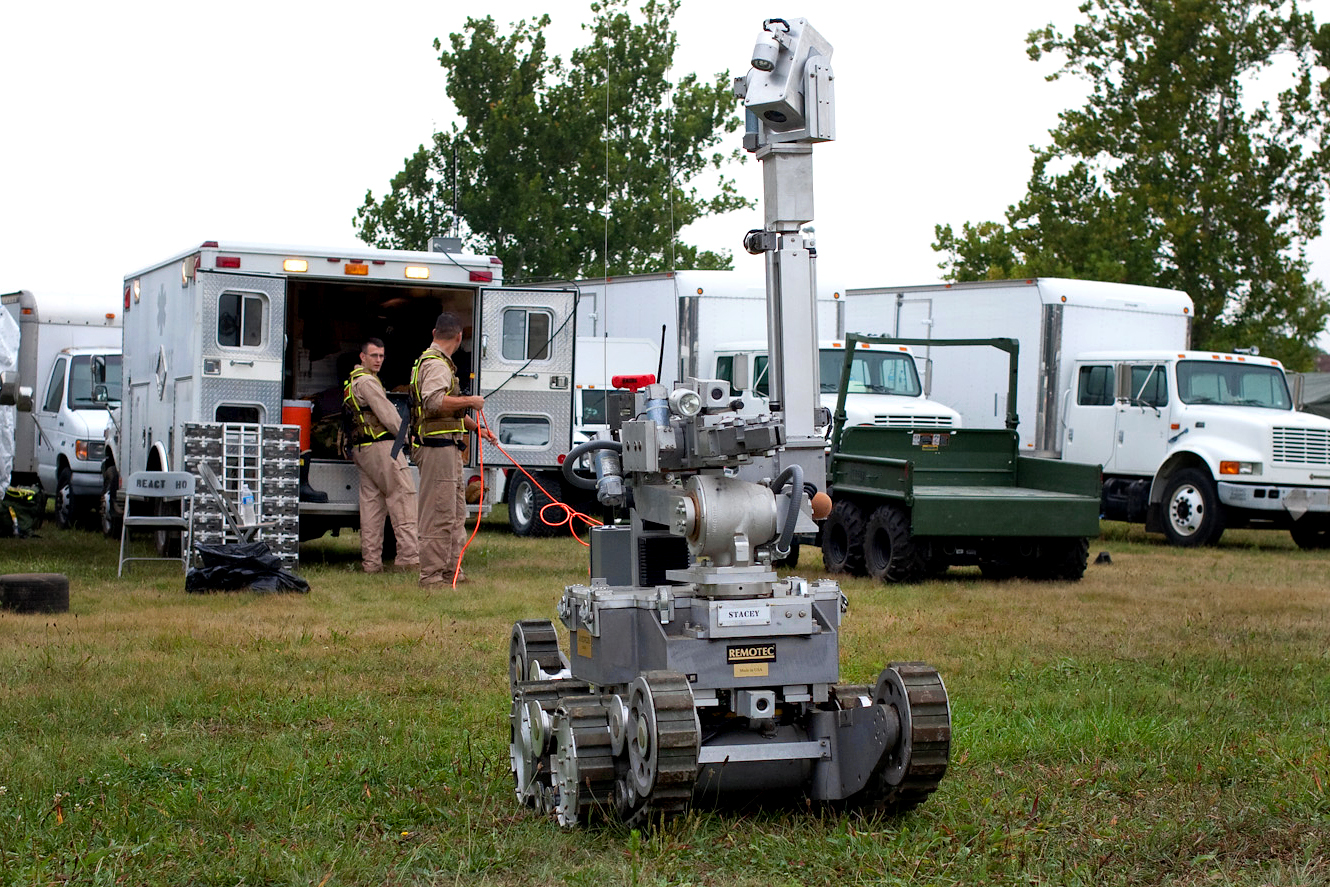
Fjärrstyrd bombrobot som används av CBIRF vid hantering av farliga ämnen.

I praktiken bidrar MARFORCOM med sina enheter eller delar av dessa vid behov till United States Marine Forces Europe and Africa (under United States European Command samt United States Africa Command) och United States Marine Corps Forces, South (United States Southern Command) då dessa saknar permanent stationerade marinkårsförband bortsett för högkvarterstaber och stödfunktioner inom sina geografiska ansvarsområden.